# Chanchito (revista infantil ilustrada)
Chanchito es una revista ilustrada dirigida al público infantil, fundada y dirigida por Víctor Eduardo Caro. El primer número es publicado el 6 de julio de 1933 y el último el 29 de noviembre de 1934, convirtiéndose en uno de los principales referentes en la historia de la literatura infantil y juvenil en Colombia.

## Antecedentes
La historia de la producción editorial para la infancia tiene un claro origen en la necesidad de establecer mecanismos efectivos de enseñanza de la lectura y la escritura. En el caso colombiano esta situación, además, se ha visto determinada por el enfrentamiento de distintas concepciones políticas e ideológicas que definieron diferentes aproximaciones a la infancia y a los contenidos para dicho público y la educación a lo largo de los últimos ciento cincuenta años.
Como punto de partida se encuentran las políticas del Olimpo Radical (1863-1880), que impulsaron un modelo educativo público, gratuito y laico, a través del Decreto Orgánico de Instrucción Pública de 1879,  claramente influenciado por los aporte de Johann Heinrich Pestalozzi, y contrario a la influencia tradicional de la iglesia.
En ese contexto fueron publicados los Cuentos Pintados  de Rafael Pombo, que gracias a su aproximación novedosa para la época y el lugar señalaron el inicio de la tradición literaria infantil en Colombia y siguen siendo hoy por hoy lectura fundamental y frecuente en diferentes ámbitos. A su vez, la Regeneración Conservadora y la Constitución de 1886, dieron otro giro a la educación y concepción de la infancia, retomando la impronta de la iglesia y su objetivo principal de una formación desde el dogma y la fe católica. 
El inicio del siglo XX en Colombia se vio marcado por una serie de eventos trascendentales como la Guerra de los Mil Días, la pérdida del Canal de Panamá en 1903, que fueron definiendo el espíritu de una época que culminó, casi tres décadas después, en el regreso del partido liberal al poder, primero de la mano de Enrique Olaya Herrera y luego bajo el gobierno de Alfonso López Pumarejo, bajo el lema “La revolución en marcha”. Este periodo también conocido como “República Liberal” marcó el inicio del proceso de modernización en Colombia con un fuerte proceso de urbanización que hizo evidente la tensión existente entre las urbes y lo rural; de modernización y tecnificación en la ciencia, la medicina y la salud, los transportes, la producción y especialmente la educación. 
En este aspecto se destaca el fortalecimiento del Ministerio de Educación Nacional a través de la Reforma Educativa de 1933; las iniciativas lideradas desde la Biblioteca Nacional de Colombia bajo la dirección de Daniel Samper Ortega como la publicación de la Revista Senderos,  la Campaña de Cultura Aldeana,  la Biblioteca Aldeana con su dotación dedicada a niños y la nueva concepción del niño como un lector “autónomo” y capaz. Avances que fueron acompañados por la implementación de nuevos modelos educativos como el Decroly, impulsado por Agustín Nieto Caballero, así como la aparición de espacios dedicados a la infancia como bibliotecas, centros culturales, programas de radio, cinematógrafos, salas de lectura, sala cunas, etc. marcaron la aparición de Chanchito. 

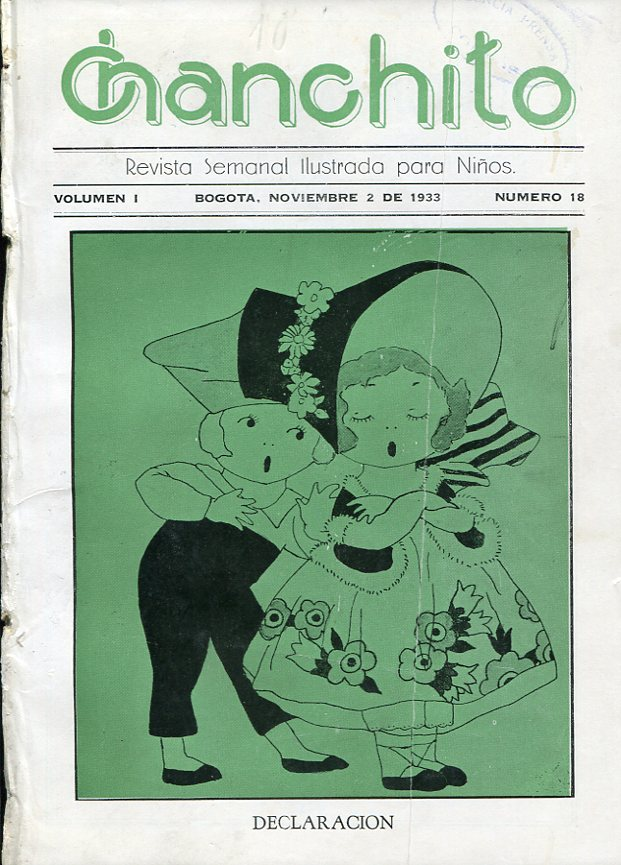
Carátula

A lo anterior se debe sumar la existencia de publicaciones como:  “El Álbum de los Niños. Periódico de instrucción y recreo destinado a la juventud",  editado en Tunja por Torres Hermanos y Compañía en 1876; “El Almacén de los Niños”, publicación quincenal dirigida por Ignacio Borda en Bogotá en 1890 y “La Niñez”, publicada en el Colegio Restrepo Mejía de Bogotá, la cual se editó desde 1914 hasta 1917.  Estos antecedentes también se relacionan con la existencia de una producción editorial que obedecía a un entorno social, político, cultural y económico (la crisis de 1929, la Guerra Civil Española -1936-1939) que auspicio el surgimiento de una industria editorial incipiente en la que conviven una “cultura del periódico”, el nacimiento de la caricatura, la producción de cartillas de lectoescritura y algunos ejemplos de libros no necesariamente asociados a la escuela.

## Aspectos Generales
La revista recibe el nombre de Chanchito, uno de los personajes menos conocidos de Pombo pero quizá el más efectivo a la hora de encarnar una metáfora de transformación y cambio gracias a la educación. De la misma forma, Chanchito permitía un sentimiento de empatía y proximidad con el lector infantil a través del reconocimiento de sus particularidades, de sus necesidades específicas.  El mismo Víctor Eduardo Caro manifiesta en la editorial del primer número lo siguiente:
Por fin, queridos lectorcitos, logramos realizar el proyecto acariciado hace mucho, de publicar una revista que responda a vuestras aspiraciones y anhelos y sea como el espejo del alma nacional infantil. 
En Colombia, fuera de algunos periodiquillos de escasa importancia y reducida circulación, los niños no tienen ni han tenido hace mucho tiempo un órgano especial, una revista propia, lo cual es como si dijéramos que no han jugado trompo ni echado cometa. “Chanchito” aspira a llenar ese vacío, a satisfacer esa necesidad, y ambiciona llegar a ocupar en vuestra vida el puesto que tienen entre la gente menuda de otros países las publicaciones de esta clase. 

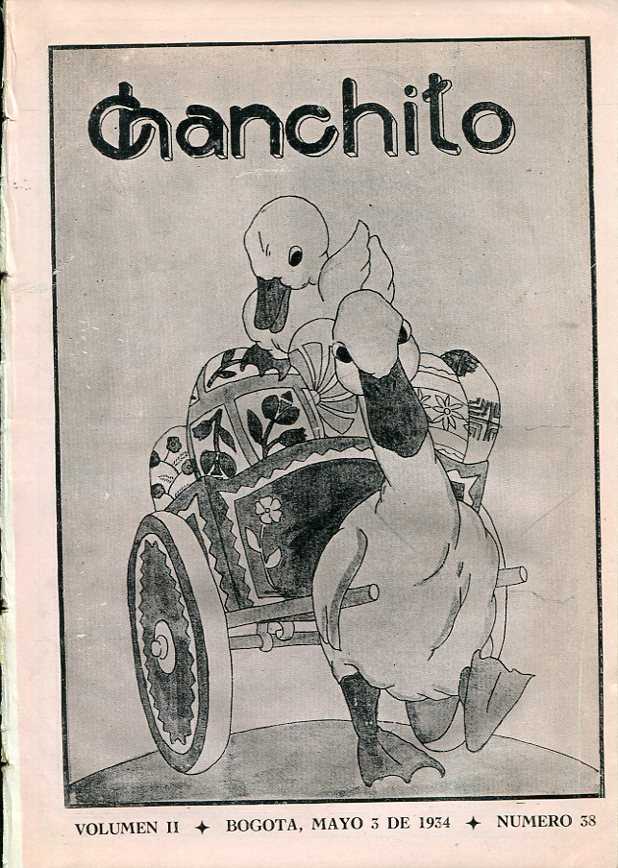
Carátula

Esta iniciativa editorial se caracterizó por su bajo costo y su aceptación en las clase media y alta a lo largo del país. Circuló entre 1933 y 1934 sumando 63 números y alcanzando una tirada de 7.000 ejemplares en su presentación semanal por un valor unitario de 10 centavos, mientras que el modelo de suscripción con cobertura nacional tenía los siguientes costos:
- 3 meses (13 números)  por $1.20 •
- 6 meses  (26 números)  por $ 2.30  •
- 1 año (50 números)  por $ 4.50

Su formato era de 18 x 12 cm, 24 páginas a una tinta, una carátula ilustrada, más una sección literaria a dos tintas y un cabezote con tipografía dibujada a mano.

### Diseño
Su diseño era bastante clásico y sus aportes gráficos modestos, pero comunes para la época. Con respecto a las ilustraciones se puede decir que si bien la gran mayoría de sus representaciones de la infancia son estereotipadas y anodinas, incluyó tiras cómicas con su lenguaje sencillo y popular, como Minnie y Mickey Mouse o Tito y Tif. Adicionalmente era habitual el uso de imágenes fotográficas. 

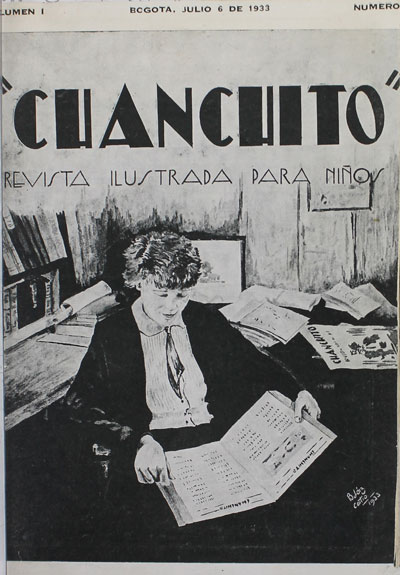
Carátula

#### Estructura
La estructura de la revista con respecto a sus contenidos es continua y homogénea. Se destaca el amplio espacio dedicado a la publicidad al abrir y cerrar el número que iba desde la promoción de escuelas y cursos de dibujo, juguetería importada, instituciones públicas (El Banco de la República y sus bibliotecas), útiles escolares, bebidas y alimentos prescritos para una vida saludable, artículos para el hogar, encomiendas, bancos y planes de ahorro, calzado, productos de belleza, pasatiempos como la filatelia, llegando a los cigarrillos y el curioso eslogan de Pielroja: “Ahora comprendo porque fuma papá”. Este modo de financiación, sumado a las suscripciones hicieron posible la sostenibilidad de este proyecto editorial,  señalando un vínculo entre la infancia y el mercado.
La editorial era el espacio central de la revista,  donde se establecía un diálogo directo con los niños. Se informaba sobre la situación de la revista, el estado de las suscripciones, los mensajes de diferentes ciudades y regiones del país (Cartagena, Cúcuta, Buenaventura o Florencia, entre muchos) o nuevos concursos. También se recomendaban actividades como la asistencia a las bibliotecas, la lectura de las obras de Rafael Pombo y la invitación a sostener una correspondencia directa con Chanchito a través del apartado postal 385, de la ciudad de Bogotá.

## Influencia
La importancia de la literatura en Chanchito es innegable. Especialmente la sección de la novela por entregas que incluyó autores como: L. Carroll, H. G. Wells, Arthur Conan Doyle, Julio Verne, Edmundo de Amicis o versiones de las Mil y una noches, entre otros. También hicieron parte de sus secciones literarias clásicos de la fábula como Iriarte, Esopo y Samaniego o poemas de Gabriela Mistral y autores nacionales como: R. Pombo, Miguel Antonio Caro, Diego Fallón, José Asunción Silva, Santiago Pérez Triana, entre otros. Esta selección da muestra del espíritu amplio y universalista con la que se estructuraban los contenidos y la clara conciencia sobre las competencias de sus lectores. 
El pensamiento científico también estuvo incluido, así como notas de interés general relacionadas con la geografía, las culturas foráneas, la botánica, la zoología, la biología, siempre acompañadas por fotografías y un lenguaje preciso y enciclopédico. De la misma forma se incluyó un apartado titulado “Retazos de Historia”, firmado por Tío Remedios (Guillermo Hernández de Alba), que ponía de presente la importancia de esta materia en el ideal del futuro ciudadano.

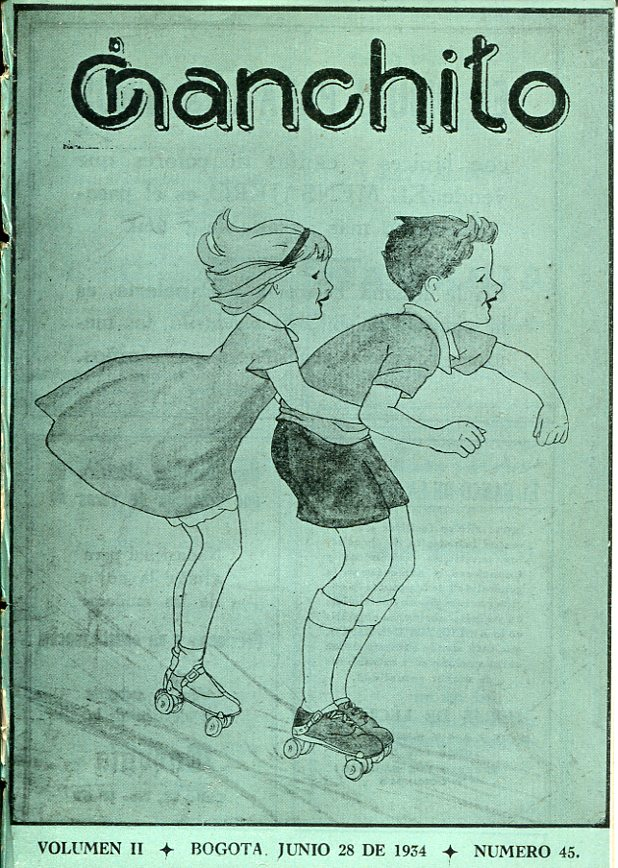
Carátula

Otra de las secciones destacadas eran las páginas de actividades con dibujos para colorear, juegos de lógica y matemática, crucigramas, trivias, concursos, adivinanzas, las páginas de preguntas que daba la posibilidad de sostener un diálogo claro y preciso con sus lectores sobre temas de interés como el cine o la radio, así como la inclusión de fotografías de lectores y sus cartas o la sección de “Los consejos de Clarita”, dedicados a la cocina y los cuidados del hogar, claramente dirigida a las “niñas hacendosas”, lo cual también da cuenta de la representación de los géneros desde tempranas edades.

## Consideraciones finales
La revista Chanchito marcó un punto de inflexión a la hora de entender y asumir la infancia y la producción editorial para esta en un espectro más amplio, no solo de concepción humana sino como una proyección de país en donde las nociones de progreso, salud, higiene, moral, trabajo, familia y la conciencia social, económica e histórica fueron principios expresados a través de un lenguaje sencillo, racionalista y científico que no dejaba de lado la literatura y las humanidades como elemento fundamental en la construcción de un nuevo ciudadano. 
La crítica actual reconoce atributos a esta publicación y al mismo tiempo censura actitudes como el uso de diminutivos para referirse a los niños, la representación estática y objetual de la niñez, la representación de lo femenino asociado a un rol sumiso, la aparición de referencias religiosas, así como la idealización de la infancia bajo un modelo de corte europeo y por momentos clasista.